# Leskia verna
Leskia verna är en tvåvingeart som först beskrevs av Charles Howard Curran 1934.  Leskia verna ingår i släktet Leskia och familjen parasitflugor.
Artens utbredningsområde är Guyana. Inga underarter finns listade i Catalogue of Life.